# Curtiss Tanager
El Curtiss Tanager (Model 54) fue un avión utilitario construido en 1929 como participante de Curtiss en la Competición Guggenheim de Avión Seguro.

## Diseño y desarrollo

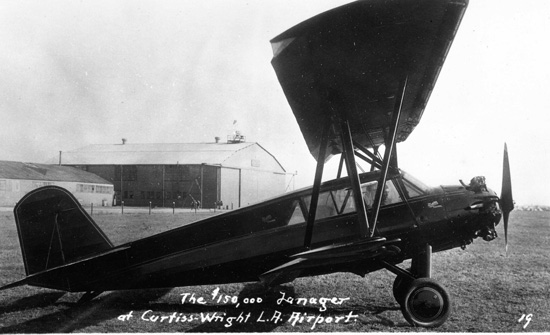
Curtiss Tanager.

El Model 54 era un diseño convencional de biplano con un fuselaje muy aerodinámico parecido al del Curtiss Eagle, pero de proporciones considerablemente más pequeñas. Las alas fueron dotadas con una variedad de dispositivos de alta sustentación, incluyendo slots automáticos de borde de ataque en el ala superior, flaps que se extendían por toda la envergadura del ala superior, y alerones "flotantes" en el ala inferior que, en ausencia de acciones del piloto, se ajustaban automáticamente en paralelo al flujo de aire de la parte superior del ala. La combinación de estos dispositivos le daba al Tanager una velocidad de pérdida de 50 km/h justos y le permitía aterrizar en solo 27 m.
Solo el Tanager y el Handley Page Gugnunc superaron la ronda de clasificación de la competición, y finalmente, el Tanager batió a su rival por solo un punto, para reclamar el premio de 20 000 libras (100 000 dólares), no consiguiendo el Gugnunc alcanzar la velocidad mínima de 61 km/h. Incluso antes de que la competición se decidiera, Handley Page había demandado a Curtiss por el uso sin licencia del slot de borde de ataque. Curtiss declaró que estaba usando los slots de manera experimental y que solicitaría una licencia para su uso comercial. Curtiss demandó a su vez a Handley Page por vulnerar seis de sus patentes en la máquina británica. Incluso citaron una norma que impedía importar máquinas británicas a los Estados Unidos.
Tras la competición, el Tanager resultó destruido cuando chispas de su propio motor prendieron fuego a la hierba circundante.

## Especificaciones

### Características generales
- Tripulación: Uno (piloto)
- Capacidad: Dos pasajeros
- Longitud: 8,13 m
- Envergadura: 13,36 m
- Altura: 3,45 m
- Superficie alar: 30,9 m2
- Perfil alar: Curtiss C-72
- Peso vacío: 889 kg
- Peso cargado: 1289 kg
- Planta motriz: 1× motor radial de seis cilindros refrigerado por aire Curtiss R-600 Challenger.
  - Potencia: 138 kW (185 hp)
- Hélices: Bipala

### Rendimiento
- Velocidad máxima operativa (Vno): 180 km/h
- Velocidad crucero (Vc): 153 km/h
- Alcance: 861 km
- Techo de vuelo: 3800 m (12 500 pies)
- Régimen de ascenso: 3,6 m/s (700 pies/min)
- Velocidad de aterrizaje: 60 km/h

### Desarrollos relacionados
- McDonnell Doodlebug, un competidor del concurso

### Secuencias de designación
- Secuencia Numérica (interna de Curtiss): ← 51 - 52 - 53 - 54 - 55 - 56 - 57 →